# Васкуларна хирургија
Васкуларна хирургија је медицинска специјалност и грана хирургије која се бави хируршким лечењем болести крвних судова изузев крвних судова лобање, мозга, кичмене мождине, кичме којим се бави неурохирургија и крвних судова срца којим се бави кардиохирургија. Све већи број болести крвних судова (вена и артерија) може се успешно лечити инвазивним, а последњих деценија и минимално инвазивним методама захваљујући све већем развоју технике и помоћних уређаја за третман. Међутим уз добру опрему васкуларне хирургије, за успешно функционисање и даље захтева добро познат стандард: добро хируршког знања, богато стручно искуства и примену микроскопске технике, тј. вештину извођења операција под микроскопом са великим увећањем.

## Болести које лечи васкуларна хирургија
Васкуларна хирургија се бави конзервативним и оперативним лечењем болести артеријских крвних судова и вена, као и последицама ових болести (анеуризма, ране на потколеницама, дијабетично стопало ...).
| Индикације/болести                    | Процедуре                                                                           |
| ------------------------------------- | ----------------------------------------------------------------------------------- |
| Анеуризма трбушне аорте (AAA)         | Хирургија аорте Ендоваскуларно лечење анеуризме (EVAR)                              |
| Стеноза каротидне артерије            | Ендаректомија каротиде Уградња каротидног стента                                    |
| Проширене вене                        | Уклањање вена Склеротерапија Еноваскуларна терапија ласером Амбулантна флебектомија |
| Периферна артеријска оклузивна болест | Ангиопластика или стентовање Васкуларни бајпас Ендаректомија Атеректомија           |
| Акутна исхемија удова                 | Балоне емболектомија Тромбектомија Уградња васкуларног графта                       |
| Дисекција аорте                       | Хирургија аорте Ендоваскуларна репарација грудне анеуризме (TEVAR)                  |

## Циљ, трајање и структура специјализације
Циљ
Специјализација из васкуларне хирургије је образовни процес у току ког специјализант добија теоријско и практично знање из подручја хируршког и васкуларног лечење (превенцију, дијагнозу, процену, терапију, интензивну негу и рехабилитацију) пацијената са повредама и болестима крвних судова.
Такође специјализација оспособљава будуће васкуларне хирурге за савремене облике лечење болести крвних судова укључујући екстракранијалне делове каротидних и вертебралних артерија, болести аорте и других крвних судова грудног коша и трбуха и периферних крвних судова.
Трајање
Специјализација траје пет године.
Структура специјализације